# Liste des classes préparatoires aux grandes écoles de l'académie de Nice
Les classes préparatoires aux grandes écoles de l'académie de Nice sont situées dans 7 lycées des Alpes-Maritimes (dont 1 lycée privé) et 2 lycées du Var.

## Liste des classes préparatoires
Chaque année est publié dans le bulletin officiel du ministère chargé de l'enseignement supérieur la liste des CPGE scientifiques, économiques et commerciales et littéraires. Les tableaux ci-dessous sont issus de la liste publiée en mars 2023.

### Classes préparatoires scientifiques
| Nom                              | Ville    | Public Privé | Classes de 1re année | Classes de 1re année | Classes de 1re année | Classes de 1re année | Classes de 1re année | Classes de 1re année | Classes de 2e année | Classes de 2e année | Classes de 2e année | Classes de 2e année | Classes de 2e année | Classes de 2e année | Classes de 2e année | Classes de 2e année | Classes de 2e année | Classes de 2e année | Classes de 2e année |
| Nom                              | Ville    | Public Privé | MPSI                 | MP2I                 | PCSI                 | PTSI                 | TSI                  | BCPST                | MP*                 | MP                  | MPI/MPI*            | PC*                 | PC                  | PSI*                | PSI                 | PT*                 | PT                  | TSI                 | BCPST               |
| -------------------------------- | -------- | ------------ | -------------------- | -------------------- | -------------------- | -------------------- | -------------------- | -------------------- | ------------------- | ------------------- | ------------------- | ------------------- | ------------------- | ------------------- | ------------------- | ------------------- | ------------------- | ------------------- | ------------------- |
| Lycée Masséna                    | Nice     | Public       | 2                    | 0                    | 2                    | 0                    | 0                    | 1                    | 1                   | 1                   | 0                   | 1                   | 1                   | 0                   | 1                   | 0                   | 0                   | 0                   | 1                   |
| Lycée Les Eucalyptus             | Nice     | Public       | 0                    | 0                    | 1                    | 2                    | 0                    | 0                    | 0                   | 0                   | 0                   | 0                   | 0                   | 0                   | 1                   | 1                   | 1                   | 0                   | 0                   |
| Lycée Honoré-d'Estienne-d'Orves  | Nice     | Public       | 0                    | 0                    | 0                    | 0                    | 0                    | 0                    | 0                   | 0                   | 0                   | 0                   | 0                   | 0                   | 0                   | 0                   | 0                   | 0                   | 0                   |
| Centre international de Valbonne | Valbonne | Public       | 1                    | 1                    | 2                    | 0                    | 0                    | 0                    | 0                   | 1                   | 1                   | 0                   | 1                   | 1                   | 0                   | 0                   | 0                   | 0                   | 0                   |
| Lycée Jules-Ferry                | Cannes   | Public       | 0                    | 0                    | 0                    | 0                    | 1                    | 0                    | 0                   | 0                   | 0                   | 0                   | 0                   | 0                   | 0                   | 0                   | 0                   | 1                   | 0                   |
| Lycée Carnot                     | Cannes   | Public       | 0                    | 0                    | 0                    | 0                    | 0                    | 0                    | 0                   | 0                   | 0                   | 0                   | 0                   | 0                   | 0                   | 0                   | 0                   | 0                   | 0                   |
| Institut Stanislas               | Cannes   | Privé        | 1                    | 0                    | 1                    | 0                    | 0                    | 0                    | 0                   | 1                   | 0                   | 0                   | 0                   | 0                   | 1                   | 0                   | 0                   | 0                   | 0                   |
| Lycée Dumont-d'Urville           | Toulon   | Public       | 1                    | 0                    | 2                    | 0                    | 0                    | 0                    | 0                   | 1                   | 0                   | 1                   | 1                   | 1                   | 0                   | 0                   | 0                   | 0                   | 0                   |
| Lycée Rouvière                   | Toulon   | Public       | 0                    | 0                    | 0                    | 1                    | 1                    | 0                    | 0                   | 0                   | 0                   | 0                   | 0                   | 0                   | 0                   | 0                   | 1                   | 1                   | 0                   |

### Classes préparatoires littéraires
| Nom                              | Ville    | Cl. 1re année | Cl. 1re année | Classes de 2e année | Classes de 2e année | Classes de 2e année |
| Nom                              | Ville    | A/L           | B/L           | A/L Ulm             | A/L LSH             | B/L                 |
| -------------------------------- | -------- | ------------- | ------------- | ------------------- | ------------------- | ------------------- |
| Lycée Masséna                    | Nice     | 2             | 0             | 1                   | 1                   | 0                   |
| Lycée Les Eucalyptus             | Nice     | 0             | 0             | 0                   | 0                   | 0                   |
| Lycée Honoré-d'Estienne-d'Orves  | Nice     | 0             | 0             | 0                   | 0                   | 0                   |
| Centre international de Valbonne | Valbonne | 0             | 0             | 0                   | 0                   | 0                   |
| Lycée Jules-Ferry                | Cannes   | 0             | 0             | 0                   | 0                   | 0                   |
| Lycée Carnot                     | Cannes   | 1             | 0             | 0                   | 1                   | 0                   |
| Institut Stanislas               | Cannes   | 0             | 1             | 0                   | 0                   | 1                   |
| Lycée Dumont-d'Urville           | Toulon   | 2             | 0             | 0                   | 2                   | 0                   |
| Lycée Rouvière                   | Toulon   | 0             | 0             | 0                   | 0                   | 0                   |

### Classes préparatoires économiques et commerciales
| Nom                              | Ville    | Classes de 1re année | Classes de 1re année | Classes de 1re année | Classes de 1re année | Classes de 2e année | Classes de 2e année | Classes de 2e année | Classes de 2e année |
| Nom                              | Ville    | ECG                  | ECT                  | ENS D1               | ENS D2               | ECG                 | ECT                 | ENS D1              | ENS D2              |
| -------------------------------- | -------- | -------------------- | -------------------- | -------------------- | -------------------- | ------------------- | ------------------- | ------------------- | ------------------- |
| Lycée Masséna                    | Nice     | 2                    | 0                    | 0                    | 0                    | 2                   | 0                   | 0                   | 0                   |
| Lycée Les Eucalyptus             | Nice     | 0                    | 0                    | 0                    | 0                    | 0                   | 0                   | 0                   | 0                   |
| Lycée Honoré-d'Estienne-d'Orves  | Nice     | 0                    | 1                    | 0                    | 0                    | 0                   | 1                   | 0                   | 0                   |
| Centre international de Valbonne | Valbonne | 1                    | 0                    | 0                    | 0                    | 1                   | 0                   | 0                   | 0                   |
| Lycée Jules-Ferry                | Cannes   | 0                    | 0                    | 0                    | 0                    | 0                   | 0                   | 0                   | 0                   |
| Lycée Carnot                     | Cannes   | 0                    | 0                    | 0                    | 0                    | 0                   | 0                   | 0                   | 0                   |
| Institut Stanislas               | Cannes   | 1                    | 0                    | 0                    | 0                    | 1                   | 0                   | 0                   | 0                   |
| Lycée Dumont-d'Urville           | Toulon   | 1                    | 1                    | 0                    | 0                    | 1                   | 1                   | 0                   | 0                   |
| Lycée Rouvière                   | Toulon   | 0                    | 0                    | 0                    | 0                    | 0                   | 0                   | 0                   | 0                   |

### Sources et bibliographie
- « Liste des CPGE scientifiques, économiques et commerciales et littéraires - Année universitaire 2023-2024 », Bulletin officiel Ministère de l'Enseignement supérieur et de la Recherche, no 9,‎ 2 mars 2023, p. 10-66 (lire en ligne, consulté le 10 décembre 2023) [PDF].